# Hilarempis brachyrrhyncha
Hilarempis brachyrrhyncha är en tvåvingeart som beskrevs av Thomson 1869. Hilarempis brachyrrhyncha ingår i släktet Hilarempis och familjen dansflugor. Inga underarter finns listade i Catalogue of Life.